# Wapen van Somme-Leuze

Wapen van Somme-Leuze

Het wapen van Somme-Leuze is het gemeentelijke wapen van de Naamse gemeente Somme-Leuze. Het wapen werd in 1997 toegekend en is sindsdien niet gewijzigd.

## Geschiedenis
Het wapen is afgeleid van het wapen van de familie Waha de Baillonville. Het op 28 maart 1997 verleende wapen is echter zonder externe ornamenten.

## Blazoenering
De blazoenering luidde als volgt:
De gueules à l'aigle éployée d'hermine, bequée et membrée d'or.

Van keel een adelaar van hermelijn, gesnaveld en gepoot van goud.
Het wapen is geheel rood van kleur met daarop een hermelijnen (zilver met zwarte staartjes) adelaar met gouden snavel en poten. De tong en nagels zijn op hun beurt weer zilverkleurig. Het wapen heeft geen schildhouder(s) of kroon.

## Historisch verwante wapens
De volgende wapens zijn op historische gronden vergelijkbaar met het wapen van Somme-Leuze:

Het wapen van de familie De Waha
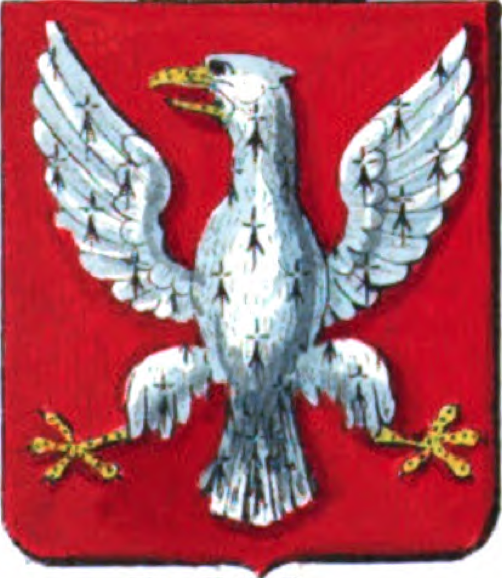
Wapen van de familie De Waha de Baillonville
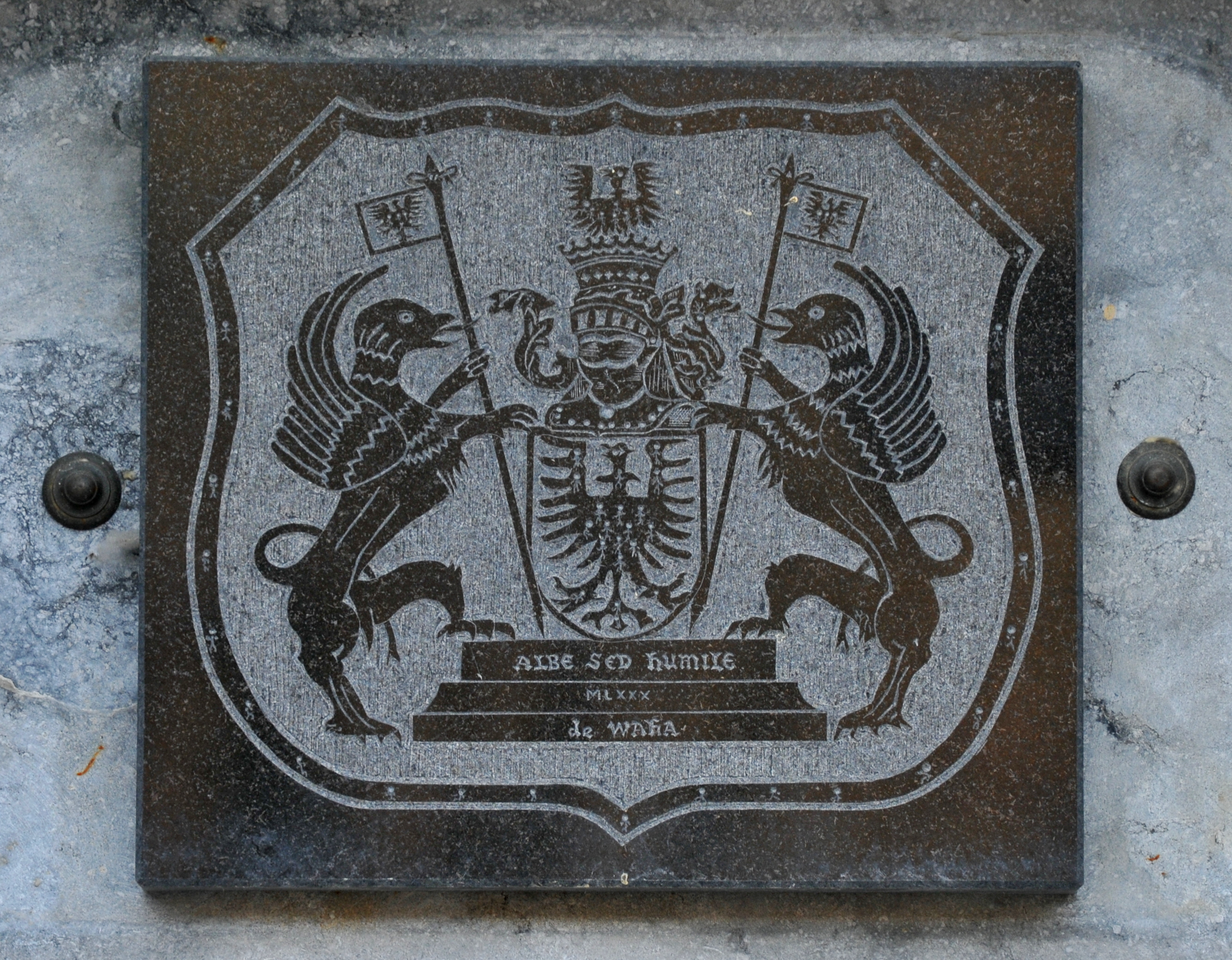
Wapen op het graf van de familie de Waha-Hastert